# Phaneta pallidicostana
Phaneta pallidicostana is een vlinder uit de familie van de bladrollers (Tortricidae). De wetenschappelijke naam van de soort is voor het eerst geldig gepubliceerd in 1879 door Thomas de Grey Walsingham.